# Взаимные страховые организации
Взаимные страховые организации (далее - ВСО) – это один из двух типов страховых организаций (наряду с коммерческими страховыми организациями), основой выделения которых является используемый метод создания страховых продуктов.

## Организационно-правовые формы взаимных страховых организаций
Взаимные страховые организации стали возникать в тот исторический период, когда происходил переход к системе страхования с предварительным созданием страхового фонда. В каждой стране такой переход совершался в разное время и был связан с расширением сферы товарно-денежных отношений. На определённом этапе страхователи, объединившиеся для того, чтобы совместно создавать страховые продукты для каждого из членов данного сообщества, стали создавать страховой фонд до наступления страхового случая. Это вызвало необходимость создания специальной организации, в обязанности которой входила организация сбора страховых взносов, хранения страхового фонда, выплаты страховых возмещений и т. п.
Такие организации первоначально возникали только на основе договорённости между их членами. Они не подлежали официальной регистрации в каком-либо государственном органе.
На определённом этапе экономического развития эти организации стали законодательно оформляться как субъекты страхового предпринимательства, определённых организационно-правовых форм (далее ОПФ). В настоящее время существует ряд ОПФ, в которых страховая деятельность осуществляется на основе метода взаимного страхования.
Следует обратить внимание на то, что название типов страховых организаций — коммерческие страховые организации и взаимные страховые организации — не являются названиями организационно-правовых форм. Страховые организации, относящиеся к одному типу, могут иметь различные организационно-правовые формы.
Наиболее распространённой в мире организационно-правовой формой взаимных страховых организаций является общество взаимного страхования. Данная ОПФ закреплена в законодательстве ряда стран, хотя в каждой стране имеет определённую специфику, обусловленную национальным законодательством. В ряде стран существует такая ОПФ, как страховой кооператив.
Другие организационно-правовые формы закреплены в законодательстве только отдельных стран, например, дружеские общества в Великобритании.
Дружеские общества (Friendly Societies) занимаются личным страхованием в течение нескольких столетий. В XIX в. к дружеским обществам законодательство относило такие взаимные общества, которые выдавали не более 500 ф.ст. годовой ренты или единовременную выплату в сумме не более 300 ф. ст..
Во Франции имеются такие ОПФ, как, например, сельскохозяйственные кассы взаимного страхования (СХКВС) и страховые общества взаимной формы (СОВФ); в сфере дополнительного медицинского страхования действуют «организации страховой взаимопомощи — ОСВ 1945».
В российских публикациях о взаимном страховании нередко упоминаются «клубы страхования имущества и ответственности судовладельцев» (P&I Clubs). Такие клубы, как правило, осуществляют страхование на основе метода взаимного страхования. При этом в англоязычной литературе термины  "взаимное страхование" и "кооперативное страхование" нередко рассматриваются как синонимы, и в связи с этим P&I Clubs рассматриваются как кооперативные страховые организации
.
Ряд таких клубов зарегистрирован в организационно-правовой форме компаний с ограниченной ответственностью. Это находит отражение в полном зарегистрированном названии каждого из них: The United Kingdom Mutual Steam-ship Assurance Association (Bermuda) Ltd; The Standard Steamship Ownwrs' Protection amd Imdemnity Association Ltd и др.. В контексте темы данной статьи важно обратить внимание на то, что организационно-правовая форма  таких клубов — это не общество взаимного страхования (mutual insurance society) и не страховой кооператив (insurance cooperative), а компания с ограниченной ответственностью (limited liability company).
Иногда P&I Club использует в своей деятельности как метод взаимного страхования, так и метод коммерческого страхования. Так действует например, крупнейший P&I Club "Norway’s Gard".
В зарубежной теории и практике, как правило, выделяются в отдельную группу взаимные страховые организации, осуществляющие страхование здоровья — health mutuals. Критерием для такого выделения служит  не особая организационно-правовая форма, а специфика создаваемых данными организациями страховых продуктов. При страховании здоровья страховое возмещение нередко предполагает не денежную выплату, а оказание услуги в натуральной форме, то есть в форме медицинского обслуживания, лекарственного обеспечения, ухода за беспомощным больным человеком. Общность проблем, стоящих перед такими организациями, нашла отражение в том, что в 1950 г. они объединились в Международную ассоциацию взаимных обществ страхования здоровья (International Association of Health Mutuals (AIM)), в состав которой в настоящее время входит 43 ассоциированные организации, представляющие около 230 млн страхователей из Европы, Африки, Ближнего Востока и Латинской Америки.
В число организаций взаимного страхования здоровья входят, например, организации, имеющие ОПФ «больничная касса». Такая организационно-правовая форма закреплена в настоящее время в законодательстве ряда зарубежных стран.
Исторически кассами назывались страховые организации, осуществлявшие страхование имущественных интересов, связанных с жизнью и здоровьем. В XIII—XIX вв. они возникали по инициативе самих страхователей. Существовали больничные кассы, похоронные кассы, вспомогательные кассы. В последнем случае имелась в виду денежная помощь застрахованному в случае болезни или некоторых других обстоятельств, связанных с потерей заработка.
Больничные кассы эволюционировали и сохранились до настоящего времени. В современных условиях их деятельность не сводится только к сбору взносов и выдаче пособий. В ряде стран больничные кассы действуют в публично-правовой сфере. Например, они являются основой национальных систем обязательного медицинского страхования в ФРГ, Швейцарии, Израиле.
За рубежом организационно-правовая форма той или иной взаимной страховой организации не всегда чётко отражена в её названии. Так, взаимные страховые компании в США формально организованы как потребительские кооперативы, «обладающие правом проведения страховой политики».

## Дифференциация взаимных страховых организаций в зависимости от масштабов деятельности
Современное законодательство ряда стран нередко устанавливает различные нормы государственного регулирования для ВСО, имеющих различные масштабы деятельности.
Например, в законодательстве Германии выделяются малые общества, имеющие ограниченную по предмету, территории или кругу лиц сферу деятельности. На них не распространяются требования о наличии устава, величине учредительного капитала, формировании чрезвычайного резерва и некоторые другие .
Принцип дифференциации законодательных требований к  организациям взаимного страхования в зависимости от  масштабов их деятельности закреплён в Директивах Европейского Союза. Упрощённый порядок лицензирования установлен здесь для ОВС, осуществляющих страхование иное, чем страхование жизни, если их деятельность носит локальный характер и ежегодный объём поступления страховой премии не превышает 5 млн. евро . Для ОВС, осуществляющих страхование жизни, особый порядок устанавливается в случае, если  объём страховой премии, полученной в течение трёх лет, не превышает 5 млн евро 

## Взаимная страховая организация как субъект предпринимательской деятельности
Взаимная страховая организация, зарегистрированная в любой организационно-правовой форме, является полноценным субъектом предпринимательской деятельности. Предметом деятельности  такой организации являются страховые продукты.
В качестве заинтересованных сторон во взаимной страховой организации, так же, как и в коммерческой, выступают её владельцы, сотрудники, клиентура и другие лица. Однако владельцами в данном случае являются не акционеры, а сообщество страхователей, каждый из которых состоит членом взаимной страховой организации. Это обусловливает иное, чем в коммерческой организации, соотношение интересов  владельцев и страхователей.
Во взаимной страховой организации все страхователи являются её сособственниками. Это обстоятельство предопределяет тот факт, что интересы таких лиц сочетают в себе интересы страхователей и интересы собственников страховой организации, выражающиеся в создании качественных страховых продуктов для обеспечения страховой защиты имущественных интересов данных лиц.
Для обеспечения своей деятельности взаимная страховая организация, так же как коммерческая организация, выполняет функцию работодателя. Она создаёт рабочие места, осуществляет наём работников и взаимодействует с ними для обеспечения приёма взносов, урегулирования убытков, управления средствами страхового фонда, вступает в отношения с налоговыми и иными государственными органами.
Взаимная страховая организация является создателем рабочих мест не только в своём офисе. Как известно, страхование предполагает получение не только денежной выплаты, но и определённых услуг (например, при медицинском страховании, при страховании обеспечения ухода в старости или при наступлении беспомощного состояния). В странах с развитой рыночной экономикой ВСО, осуществляющие подобные виды  страхования, могут создавать медицинские учреждения или дома престарелых для своих страхователей.  В таком случае ВСО является создателем рабочих мест в подобных учреждениях.
Так же, как акционерная страховая компания, взаимная страховая организация может являться собственником объектов недвижимости или собственником другой компании.

## Роль прибыли в деятельности взаимных страховых организаций
Законодательство ряда стран относит взаимные страховые организации к некоммерческим организациям. В законодательстве Российской Федерации также отражена данная точка зрения. В п. 2 ст.968 Гражданского кодекса РФ  записано, что общества взаимного страхования являются некоммерческими организациями. Это положение дублируется в ст.2 закона Российской Федерации «О взаимном страховании», которая устанавливает, что предметом регулирования данного закона являются отношения по осуществлению взаимного страхования имущественных интересов членов общества взаимного страхования, создаваемого в качестве некоммерческой организации.
Некоммерческая организация отличается тем, что получение прибыли и  распределение прибыли между собственниками не является главной целью её деятельности . При этом в ряде российских публикаций деятельность некоммерческой организации называют бесприбыльной. В связи с этим наиболее дискуссионным для российской страховой науки является вопрос об использовании по отношению к страховой деятельности, основанной на  методе взаимного страхования, понятия «прибыль». В соответствии с весьма распространённой в РФ точкой зрения, некоммерческая организация не должна получать прибыли. Но возможно ли на практике существование страховой организации при таких условиях?
Юридические или физические лица объединяются во взаимную страховую организацию с целью обеспечения своих потребностей в страховых продуктах. Достижение такой цели связано с формированием страхового фонда, а также наймом работников для  ведения дел ВСО. Все перечисленные действия требуют определённого объёма денежных средств.
В ВСО все члены являются её сособственниками, они непосредственно участвуют своими взносами в формировании средств организации и солидарно несут субсидиарную ответственность по её обязательствам.  Поэтому при взаимном страховании страхователи заинтересованы в сохранении и, по возможности, увеличении объёма средств, находящихся в распоряжении взаимной страховой организации. Эта цель не является главной, но она – одно из важнейших условий обеспечения страховой защитой каждого из членов страхового сообщества и постоянного воспроизведения этой возможности с минимальными затратами членов организации.
Ещё в начале XX в. известный немецкий учёный А. Манэс отмечал: «Даже и предприятия на основах взаимности в самых редких случаях создаются исключительно на гуманитарных основах и с намерениями благотворительного характера. Мотив, воодушевляющий основателей страхового предприятия при обеих формах страхования (акционерного и взаимного) преимущественно следующий: получение доходов. В этом смысле не стоит ставить особого упрека, иначе мы должны были бы делать упрек доктору, который лечит больного не безвозмездно, и аптекарю, который не приготовляет лекарства даром» .
Как любой страховщик, взаимная страховая организация должно создавать страховые резервы и размещать  средства страховых резервов для их сохранения и, по возможности, увеличения. Такая инвестиционная деятельность закономерно связана с получением  прибыли.
Полноценная деятельность взаимной страховой организации предполагает, что объём доходов, полученных ею из различных источников (платежи членов общества, доход от инвестиционных операций и  другие), должен превышать объём её расходов. С точки зрения экономической теории разница между объёмом доходов и расходов организации за определённый период называется прибылью. Следовательно, такая организация при успешном ведении дела не может не получать прибыль.
Принципиальным является то, что  полученная прибыль расходуется, прежде всего, на достижение главной цели, ради которой юридические или физические лица объединяются во взаимную страховую  организацию, т. е. для  обеспечения защиты их имущественных интересов.
Рассматривая деятельность ВСО под таким углом зрения, следует подчеркнуть, что её отличие от деятельности коммерческой страховой организации состоит в том, что получение прибыли выступает как необходимое условие достижения основной цели деятельности – создания страховых продуктов для членов сообщества страхователей, которые одновременно являются сособственниками каждой конкретной взаимной страховой организации.

## Взаимные страховые организации в Российской Федерации
В РФ для взаимных страховых организаций законодательно разрешена только одна ОПФ – общество взаимного страхования .
	Российское законодательство относится к обществам взаимного страхования как к особым субъектам хозяйствования. Данная организационно-правовая форма упоминается только в гл. 48 «Страхование», но отсутствует гл.4 Гражданского кодекса РФ «Юридические лица». 
Федеральный закон «Об организации страхового дела в Российской Федерации» не включает общества взаимного страхования в понятие «страховые организации». Так, при перечислении участников отношений, регулируемых этим законом, в одном подпункте указаны страховые организации, в другом – общества взаимного страхования.  Отдельно они указаны и при перечислении субъектов страхового дела.  При этом закон не содержит пояснений о том, организации каких именно организационно-правовых форм входят в понятие «страховые организации».
Законодательство Российской Федерации не относит  общество взаимного страхования  к категории хозяйственных товариществ и обществ. Последние определяются в ГК РФ как коммерческие организации, в то время, как первое является организацией некоммерческой.
В отечественной литературе и законодательных документах в настоящее время установлена однозначная связь понятия «взаимное страхование»  с понятием «общество взаимного страхования». Так, ст.968 ГК РФ называется «Взаимное страхование», и в п.1 этой статьи определяется, что «граждане и юридические лица могут страховать своё имущество и имущественные интересы…. на взаимной основе путём объединения в обществах взаимного страхования необходимых для этого средств».
Федеральный закон РФ от 29 ноября 2007 г. №286-ФЗ называется «О взаимном страховании». В п. 3 ст. 1 данного закона  указывается, что «взаимное страхование осуществляется обществом взаимного страхования». Содержание закона составляют нормативные положения, регулирующие порядок организации и деятельности только обществ взаимного страхования. Таким образом, нормативные документы Российской Федерации трактуют взаимное страхование только как деятельность обществ взаимного страхования.
В действительности, как было показано выше, общество взаимного страхования (ОВС) – это одна из возможных организационно-правовых форм взаимной  страховой организации.
В законодательстве Российской Федерации уже немало лет присутствует  такая  ОПФ, как страховой кооператив. В соответствии со ст. 4 закона Российской Федерации от 08.12.1995 г. № 193-ФЗ «О сельскохозяйственной кооперации» страховые кооперативы могут  образовываться  «для оказания услуг по личному и медицинскому страхованию, страхованию имущества, земли, посевов». По закону такие организации относятся к категории сельскохозяйственных потребительских кооперативов.
Закон Российской Федерации «О сельскохозяйственной кооперации»  устанавливает, что порядок образования и деятельности страховых кооперативов должен регулироваться специальными законами, определяющими порядок создания и деятельности именно страховых кооперативов . Однако пока такой закон не принят. Поэтому в настоящее время (по данным официальной статистики) в РФ нет ни одной страховой организации, имеющей организационно-правовую форму страхового кооператива.
Кооперативное страхование в Российскоцй Федерации в настоящее время отсутствует.

## См.также
- Взаимное страхование
- Общество взаимного страхования